# Sant Martin de Laveison
Saint-Martin-sur-Lavezon és un municipi francès situat al departament de l'Ardecha i a la regió d'Alvèrnia-Roine-Alps. L'any 2007 tenia 435 habitants.

## Demografia

### Població
El 2007 la població de fet de Saint-Martin-sur-Lavezon era de 435 persones. Hi havia 174 famílies de les quals 48 eren unipersonals (36 homes vivint sols i 12 dones vivint soles), 55 parelles sense fills, 59 parelles amb fills i 12 famílies monoparentals amb fills.
La població ha evolucionat segons el següent gràfic:
Habitants censats

### Habitatges
El 2007 hi havia 237 habitatges, 176 eren l'habitatge principal de la família, 42 eren segones residències i 19 estaven desocupats. 220 eren cases i 11 eren apartaments. Dels 176 habitatges principals, 142 estaven ocupats pels seus propietaris, 16 estaven llogats i ocupats pels llogaters i 18 estaven cedits a títol gratuït; 3 tenien una cambra, 6 en tenien dues, 25 en tenien tres, 46 en tenien quatre i 96 en tenien cinc o més. 118 habitatges disposaven pel capbaix d'una plaça de pàrquing. A 53 habitatges hi havia un automòbil i a 110 n'hi havia dos o més.

### Piràmide de població
La piràmide de població per edats i sexe el 2009 era:
| Homes | Edats   | Dones |
| ----- | ------- | ----- |
| 0     | 95 o +  | 0     |
| 0     | 90 a 94 | 0     |
| 0     | 85 a 89 | 8     |
| 0     | 80 a 84 | 4     |
| 4     | 75 a 79 | 4     |
| 20    | 70 a 74 | 16    |
| 16    | 65 a 69 | 12    |
| 8     | 60 a 64 | 8     |
| 8     | 55 a 59 | 16    |
| 8     | 50 a 54 | 4     |
| 20    | 45 a 49 | 8     |
| 16    | 40 a 44 | 24    |
| 20    | 35 a 39 | 16    |
| 12    | 30 a 34 | 20    |
| 12    | 25 a 29 | 12    |
| 12    | 20 a 24 | 16    |
| 0     | 15 a 19 | 16    |
| 28    | 10 a 14 | 4     |
| 12    | 5 a 9   | 16    |
| 12    | 0 a 4   | 0     |

## Economia
El 2007 la població en edat de treballar era de 279 persones, 202 eren actives i 77 eren inactives. De les 202 persones actives 181 estaven ocupades (95 homes i 86 dones) i 21 estaven aturades (7 homes i 14 dones). De les 77 persones inactives 23 estaven jubilades, 22 estaven estudiant i 32 estaven classificades com a «altres inactius».

### Ingressos
El 2009 a Saint-Martin-sur-Lavezon hi havia 172 unitats fiscals que integraven 430 persones, la mediana anual d'ingressos fiscals per persona era de 18.517 €.

### Activitats econòmiques
Dels 17 establiments que hi havia el 2007, 1 era d'una empresa extractiva, 1 d'una empresa alimentària, 2 d'empreses de fabricació d'altres productes industrials, 7 d'empreses de construcció, 1 d'una empresa de comerç i reparació d'automòbils, 1 d'una empresa de serveis, 2 d'entitats de l'administració pública i 2 d'empreses classificades com a «altres activitats de serveis».
Dels 6 establiments de servei als particulars que hi havia el 2009, 4 eren paletes, 1 electricista i 1 perruqueria.
L'únic establiment comercial que hi havia el 2009 era una fleca.
L'any 2000 a Saint-Martin-sur-Lavezon hi havia 16 explotacions agrícoles que ocupaven un total de 581 hectàrees.

## Equipaments sanitaris i escolars
El 2009 hi havia una escola elemental.

## Poblacions més properes
El següent diagrama mostra les poblacions més properes.